# Mario Modrušan
Mario Modrušan (ur. 11 marca 1990 w Zagrzebiu) – chorwacki futsalista, bramkarz, zawodnik Red Devils Chojnice.

## Przebieg kariery
Mario Modrušan swoją klubową karierę w futsalu rozpoczął w sezonie 2006/2007 w drużynie MNK Uspinjača Zagrzeb, z którą już w swoim pierwszym sezonie zdobył wicemistrzostwo i Puchar Chorwacji. Zawodnikiem tego klubu był do 2012 roku. Kolejną drużyną tego bramkarza był MNK Alumnus Zagrzeb, którego barwy reprezentował przez dwa kolejne sezony. W sezonie 2013/2014 ze swoją drużyną zdobył Mistrzostwo Chorwacji. Po zdobyciu tytułu mistrzowskiego Chorwat przeniósł się do włoskiego zespołu Gruppo Fassina, z którym rywalizował w rozgrywkach Serie A2. W sezonie 2015/2016 był zawodnikiem drużyny polskiej ekstraklasy Red Devils Chojnice, z którą sięgnął po Puchar Polski.
W 2013 roku zdobył brązowy medal Akademickich Mistrzostw Europy, które odbywały się w hiszpańskiej Maladze.
Zawodnik ten występował także w piłkarskich drużynach NK Zelengaj i NK Hrvatski Dragovoljac Zagrzeb.